# Brant Bjork
Brant Bjork (Palm Desert, 19 marzo 1973) è un musicista e produttore discografico statunitense.

## Biografia
Alla fine degli anni ottanta, ancora adolescente, si unisce come batterista a quelli che diverranno i componenti della band stoner rock più celebre, i Kyuss (ovvero Josh Homme, John Garcia e Nick Oliveri) con i quali inciderà i primi tre album: Wretch (1991), Blues for the Red Sun (1992) e Welcome to Sky Valley (1994) prima di lasciare il posto ad Alfredo Hernández.
Nel 1997 si unisce ai Fu Manchu (altra band stoner rock californiana per la quale aveva precedentemente prodotto l'album di esordio No One Rides for Free) con i quali suonerà, sempre come batterista, fino al 2002. Dopo una discontinua collaborazione con gli amici Mondo Generator decide di incominciare un proprio progetto solista pubblicando gli album Jalamanta (1999), Brant Bjork & the Operators (2002), Keep Your Cool (2003) e Local Angel (2004) - gli ultimi tre dei quali sulla propria etichetta, la Duna Records questa volta però lo fa imbracciando la chitarra elettrica e spesso cantando su linee di rock fluente, a volte psichedelico e meditativo.
Sempre nel 2003 fonda Brant Bjork and the Bros con i quali intraprende delle nuove tournée negli USA e in Europa. Nel 2005 esce Saved by Magic, album doppio, contenente 20 pezzi, tra i quali una cover di Sunshine of Your Love dei Cream. Nel 2006 Brant Bjork incide per intero la colonna sonora del documentario autoprodotto Sabbia. Il 2007 vede l'uscita di Tres Dias, disco acustico registrato in soli tre giorni in cui rivisita parte della sua produzione precedente e Somera Sòl, con l'arrivo tra le file dei "Bros." della "vecchia conoscenza" Alfredo Hernandez alla batteria. Alla fine del 2007 il sito dell'etichetta Duna Records scompare dal web. Nei primi mesi del 2008 tramite la sua pagina myspace Brant annuncia la costituzione di una nuova etichetta, la Low Desert Punk in coincidenza con il suo ritorno in California dopo un periodo vissuto a Barcellona in Spagna, che nelle intenzioni di Brant avrebbe dovuto essere più lungo. La prima release ufficiale della nuova label è il suo nuovo album Punk Rock Guilt previsto per la metà di maggio 2008. Si tratta di registrazioni del 2005 precedentemente note come "New Jersey Sessions", finora rimaste inedite. Secondo il sito ufficiale di Brant, un tour europeo è previsto per ottobre 2008 con una formazione dei Bros totalmente rinnovata.
Nel 2009, Brant si unisce, come batterista, alla band di C.J. Ramone per un tour che li porterà a suonare negli Stati Uniti, in Brasile e in Europa fino alla fine di settembre.

## Discografia

### Come solista
- 1999 - Jalamanta
- 2002 - Brant Bjork & The Operators
- 2003 - Keep Your Cool
- 2004 - Local Angel
- 2005 - Saved By Magic
- 2007 - Tres Dias
- 2007 - Somera Sòl
- 2008 - Punk Rock Guilt
- 2010 - Gods & Goddesses
- 2016 - Tao of the Devil
- 2017 - Europe '16
- 2018 - Mankind Woman
- 2020 - Brant Bjork
- 2022 - Bougainvillea Suite

### Kyuss
- 1990 - Sons of Kyuss
- 1991 - Wretch
- 1992 - Blues for the Red Sun
- 1994 - Welcome to Sky Valley

### Fu Manchu
- 1997 - Godzilla EP
- 1997 - The Action is Go
- 1998 - Eatin' Dust
- 1998 - Jailbreak
- 1999 - King of the Road
- 2001 - California Crossing

### Fatso Jetson
- 1996 - Blueberries And Chrome
- 2000 - Toasted

### Che
- 2000 - Sounds of Liberation

### Mondo Generator
- 2000 - Cocaine Rodeo
- 2003 - Use Once And Destroy Me DVD
- 2004 - A Drug Problem That Never Existed

### Collaborazioni
- 1995 - Balls For Days - Decon
- 1995 - Gossamer - Solarfeast
- 1997 - Vols. 1&2 - Desert Sessions
- 1998 - Vols. 3&4 - Desert Sessions
- 1999 - Vols. 5&6 - Desert Sessions
- 2003 - Auf der Maur - Melissa Auf Der Maur
- 2005 - Demon Crossing - Yellow #5
- 2005 - Cowboy Coffee and Burned Knives - Hulk
- 2006 - Sabbia - colonna sonora del film
- 2006 - I got time - single 7" con OJM
- 2006 - Extraterrestrial Highway - Ten East